# Glyptomorpha kasparyani
Glyptomorpha kasparyani är en stekelart som beskrevs av Vladimir Ivanovich Tobias 1976. Glyptomorpha kasparyani ingår i släktet Glyptomorpha och familjen bracksteklar. Inga underarter finns listade i Catalogue of Life.